# Terry Venables
Terence Frederick "Terry" Venables (n. 6 ianuarie 1943, Metropolitan Police District⁠(d), Anglia, Regatul Unit – d. 25 noiembrie 2023, Londra, Anglia, Regatul Unit) a fost un fotbalist și antrenor de fotbal englez. Ca antrenor a antrenat, printre altele, echipa FC Barcelona.
Cariera de jucător și-a petrecut-o la echipe precum: FC Chelsea, Tottenham, Crystal Palace, St. Parick's și QPR.
Din 1976 a fost antrenor, reușind să câștige La Liga și FA Cup. Venables a antrenat în întreaga sa carieră pe FC Barcelona, Tottenham Hotspur, Naționala de fotbal a Angliei, Echipa națională de fotbal a Australiei, Middlesbrough, Leeds United și Crystal Palace.